# B.I
金韓彬（韓語：김한빈，1996年10月22日—），藝名B.I（韓語：비아이），韓國男藝人、饒舌歌手。曾為韓國YG娛樂旗下7人男子流行音樂團體iKON隊長，擅長作詞作曲和隊內教舞，其RAP的特點是歌詞傳達力強，Flow流暢，說唱時不用刻意傾聽，可以輕鬆享受，將嘻哈音樂詮釋得更加大眾化。iKON從2015年出道至2020年間發行的專輯多由B.I負責製作。2018年以作品《Love Scenario》獲得MMA頒獎典禮首個「最佳作曲人獎」，是史上最年輕的獲獎者。
藝名「B.I」，是「BE I」的縮寫。源於哲學家蘇格拉底的名言「認識你自己」和Eminem的歌曲「lose yourself」，由金韓彬自己查英語詞典「『be』的意思是『做……』的意思，後面可以加任何單詞，於是加上『I』」。有著「我是rapper」、「成為我自己」、「我可以成為任何我想成為的樣子」、「我什麼都可以做到」等涵意。
粉絲名「ID」(BE IDENTITY/아이디)於2021年4月15日官方Twitter宣佈：「『ID(BE IDENTITY/아이디)』是給那些完整了B.I這個身分的人。這代表B.I及『ID』分享彼此的感受並一起成長， 如此一來我們可以一起建立我們新的身分。成為B.I的『ID』，一起創造屬於我們的未來」。同日以「ID (BE IDENTITY)」之名公開專輯名稱為《Dear.》下的新曲《다음생》(Re-Birth) 。

## 經歷

### 1996-2011年：成為練習生前
1996年10月22日B.I出生於韓國。小時候一日一夢想，每天都換夢想，小學六年級時某天跟父母說要當Rapper，父母表示如果你這個夢想能維持一年以上就幫你。一日B.I父親在酒席中遇到二段橫踢中的作曲家朴長根，表示自己的兒子會Rap，並用視訊通話讓B.I即席Rap，一日B.I接到朴長根電話讓他過去錄音室，那天正在錄韓國歌手MC夢的《Indian Boy》，朴長根讓B.I在part間即席Rap。於是，2009年B.I作為小rapper在MC夢的第五張專輯中的主打歌《Indian Boy》中擔任featuring，首次登上大舞台亮相于大眾視野，並讓電視機前的YG娛樂梁鉉錫社長注意到有這樣一個人。後續B.I也出現在MC夢第六張專輯歌曲《Horror Show》MV中。B.I在小學畢業照下方寫著未來夢想：Rapper。

### 2011年－2013年：練習生時期：《WIN: Who Is Next》
2011年1月參加YG娛樂影像試演，1月3日開始YG娛樂練習生活；與同天進入公司當練習生的金振煥和一星期後加入的BOBBY(成員三人都姓「金」，又稱「金三角」)一同練習一年多後加入具俊會、宋允亨，後再加入金東赫，組成「TEAM B」為YG娛樂2013年新男團出道生存節目《WIN》的候選出道組合。
2013年5月31日開始錄製YG娛樂新男團的出道生存節目《WIN》，11名成員分成TEAM A 和 TEAM B 二隊進行激烈競爭，競爭的結果會取決於觀眾，獲勝的隊伍會立即出道，並得到團名「WINNER」。B.I是TEAM B隊長，從編舞到編曲全權負責，率領Team B完成每次的評價舞台。同年的10月25日總決賽直播，Team B演唱自作曲《Climax（页面存档备份，存于）》，無伴奏rap銜接具俊會主唱部份令觀眾落淚，然而，Team B在人氣投票上遺憾的未能獲勝。
B.I輸了出道生存節目《WIN》後，體悟到要出道的關鍵是歌曲數量的完成，一連寫了十多首歌曲等待發表，尤其在未能出道的負面情緒下完成《EMPTY》曲子，因YG娛樂梁賢碩社長認為此曲更適合由WINNER演繹，而成為WINNER出道專輯中兩首主打歌之一：是一首感性嘻哈曲，通過饒舌講述了離別後的空虛感，由宋旻浩(WINNER)，以及BI和BOBBY參與作詞。《EMPTY》公開音源後，在韓國9大主要音源榜奪取實時冠軍，席捲了8大主要音源網站的今日排行榜。

### 2014年－2015年：練習生時期：《MIX & MATCH》、《Show Me The Money 3》、冰桶挑戰
2014年5月7日原《WIN》TEAM B成員六人再次參加YG娛樂的新男團iKON出道生存節目《MIX & MATCH》，除了Team B原有六名成員外，新加入三位練習生鄭粲右(정찬우)、梁洪碩（양홍석）、鄭鎮馨（정진형）進行混搭和小組對決；該節目將選出七人成為出道團體iKON的成員，其中B.I、Bobby、金振煥等三人已確定為出道團體iKON的固定成員，剩下四個位置，共六名練習生，預計將淘汰兩位成員。節目第一集片尾公佈TEAM B演唱的《Wait For Me（页面存档备份，存于）》，是首B.I在《WIN》輸了之後，一邊過著練習生活，同時希望粉絲們、家人們，還有曾站上過的舞台等一切，能等待他們出道、挽留粉絲的曲子。
同年的5月18日，B.I和BOBBY參加韓國大型RAP比賽《Show Me The Money 3》。B.I共有三次忘詞，分別在第一輪海選(忘記後改以Freestyle現場發揮)、第三輪1 VS 1、第五輪個人表演忘詞7秒(總票數195，以22票取得第2名席次)。Vasco在Brand New隊以79票取得第1名，BOBBY在ILLIONAIRE隊以14票取得第6名席次，B.I以YG隊內第一名自動得到公演的機會並晉級下一輪。第六輪團隊對決，在團隊對決中失敗的團隊將淘汰公演中獲得收入最低的表演者，YG隊輸給YDG隊，B.I以公演個人收入(1,700,000)最低自動淘汰，止步於八強。8月7日節目公開後，隔日B.I該場公演歌曲《Be I（页面存档备份，存于）》獲得音樂榜單第一位。
二檔節目先後在韓國Mnet頻道播出，實際播出順序為《Show Me The Money 3》後由《MIX & MATCH》接檔。
8月B.I和BOBBY參與由美國ALS「肌肉萎縮性側索硬化症)」協會所發起的「冰桶挑戰」公益活動。
9月2日通過《MIX & MATCH》新聞發佈會確認將以iKON隊長身份出道。10月5日、11日、17日出席了分別在日本，中國，韓國舉行的《MIX & MATCH》節目粉絲見面會。
22日在《MIX & MATCH》Final Match競賽舞台公開自作曲《Long Time No See》和《Sinosijak》。
《Long Time No See》是首，對戀人、粉絲和家人表達「現在我來到你面前了」這樣純情漫畫概念氛圍內容的歌曲；
《Sinosijak》是四年來每次練習開始前喊的口號（翻譯「預備開始」），既包含iKON要開始也包含只有iKON在使用的意思 。
10月18日，參與前輩Epik High的新專輯歌曲《BORN HATER》，在歌曲以rap回應網路上黑粉的抹黑攻擊，並在MV結尾再次演出《Show Me The Money 3》中爭議畫面「向觀眾噴水」。11月6日播出的《MIX & MATCH》中確定了iKON最終七名成員。
2015年尚未出道前，B.I第一次見到「花路」(韓語：꽃길)一詞，覺得這個詞彙很美好，在思索它的反義詞過程中寫出《Goodbye Road》(韓語：이별길；中文：離別路)，描述和愛人離別後獨自走的路。2017年底錄音及MV拍攝完畢，然而在2018年初決定主打歌時敗給《Love Scenario》。而後在2018年10月1日第三次回歸時成為主打歌發行。

### 2015年－：以iKON出道；出演《瑪麗與我》展現反差形象
為YG娛樂旗下7人男子團體iKON隊長，主要負責專輯製作、作曲、Rap作詞等，2015年9月15日，以先行單曲《取向狙擊》（韓語：취향저격；MY TYPE）出道，MV在12小時內點閱率破百萬，並在韓國Melon等8大音樂排行榜佔據1位。
10月1日發布由隊長B.I參與製作、含有六首歌的出道半專輯《WELCOME BACK》線上音源，同時公佈《RHYTHM TA》和《AIRPLANE》双主打曲的MV，《Airplane》是首B.I坐飛機時因為座位實在太擠，坐得很不舒服，乾脆放棄休息，想像著飛機上的乘客遠距離戀愛的故事，在短短的航程中，就完成了這首抒情中帶點RAP說唱的慢歌；該張專輯在香港、澳门、新加坡、台湾、马来西亚、巴拿马、秘鲁、越南等11个国家和地区的iTunes排行榜登上了1位；主打曲《RHYTHM TA》登上Genie、Olleh、Naver、Soribada等音源排行榜的1位。另一主打曲《AIRPLANE（页面存档备份，存于）》以及《TODAY》、《WELCOME BACK》、《M.U.P》、《MY TYPE》其他几首收录曲也均在前10位，认证了“怪物新人”的人气；該張實體專輯於5日發行。原定於11月2日公開音源之雙單曲《APOLOGY》、《ANTHEM》於16日發布，發布後即在各大音樂排行榜佔據1位、2位。（收錄12首曲目）正規專輯《WELCOME BACK》經歷所屬公司YG娛樂多次宣布延期後，於12月24日正式發行，雙主打《DUMB & DUMBER》和《WHAT'S WRONG?》亦於各個韓國音樂榜單獲得1位至3位。
11月7日獲第7屆甜瓜音樂獎男子新人獎、12月2日獲第17屆Mnet亞洲音樂大獎最佳男子新人獎、隔年1月14日獲韓國第25屆首爾歌謠大賞新人獎、1月20日獲韓國第30屆金唱片大賞音源部門新人獎、2月17日獲第五屆Gaon Chart K-POP大獎九月音源賞與新人賞、12月30日在日本TBS播出的第58屆日本Record大賞中，獲JAPAN RECORD AWARDS第58屆最優秀新人賞；取得新人賞大滿貫。
B.I在出道生存節目《WIN: Who Is Next》和《MIX & MATCH》中的形象，在粉絲間獲得「老虎隊長」的封號，成員證實在錄音和練舞時B.I態度嚴厲，Bobby表示B.I和成員們一起作曲時，房間特別negative、陰暗、空氣沉重，當成員表現不如B.I預期，會突然大喊「說了不是那樣」；宋允亨自曝被B.I罵過多次，B.I也承認曾用嚴厲的言語去傷害宋允亨，使其錯認年紀小於B.I（實際上宋允亨是團員中年紀僅次於金振煥）；被罵最多次的成員是鄭粲右，通常是練舞時，次數多到鄭粲右表示已經習慣，左耳進右耳出就好，不會去放在心上。然而，B.I出演《瑪麗與我》時，與姜鎬童比試常識問答展現常識黑洞、被小黑羊拉著到處跑沿途拾羊糞、兔子專挑B.I棉被屎尿弄到B.I哀嚎等，展現與「老虎隊長」截然不同的反差蠢萌形象。
2017年5月是B.I身體和心靈都特別疲憊的時刻，想著能給等待著的粉絲們什麼？「沒有。除了對他們好一點，什麼都沒有」，因此而寫下Fan Song《줄게》(於2018年6月30日《iKON TV》最後一集公開，收錄於2018年10月1日發行的迷你專輯《NEW KIDS: THE FINAL》中)。

### 2018年：創作曲《Love Scenario》突破韓國樂壇近十年來的最長紀錄、來自漸凍人希望基金會的感謝
B.I在許多歌曲全靠看電影和詩集等獲得靈感，有日看愛樂之城最後十分鐘片段，得到「啊，我曾經愛過」靈感在錄音室裡和朋友Millennium和승邊玩邊製作出《Love Scenario》（韓語：사랑을 했다、中文：曾經愛過），歌曲只用2~3小時一次完成，部份歌詞擷取못말(mot_mal)的詩中部份句子，取得못말(mot_mal)同意後，列為共同作詞人；該歌曲獲得廣大聽眾共感，音源連續41日居一位，突破韓國樂壇近十年來的最長紀錄。並以《Love Scenario》獲得2018年MMA頒獎典禮首個「最佳作曲人獎」，在頒獎典禮上特別提及《Love Scenario》是和朋友Millennium（中文：崔來星）和승（中文：勝載）一起製作的。在音樂節目上拿下 11 座冠軍獎盃，這首歌也成為iKON出道以來的第一支破億MV；並以863,888,733下載量拿下Gaon音樂榜在2018年第1~50週的數位榜的第一名。
B.I在綜藝節目《TALKMON》上坦言，自己有10多首情歌都是想著同一個繆斯女神寫出來的，其女神是女演員金智媛，《三流之路》劇中的片段他甚至會看上20次，其中約會、分手等等畫面，就成了他的靈感，像是未發佈歌曲《Becoming Nervous》（떨린단 말이다），就是取自金智媛在第七集結尾對朴敘俊的告白台詞；《Beautiful》是有天夢到金智媛，醒來後對夢中的記憶慢慢模糊，對夢中的金智媛說請不要忘記我，而寫下的歌曲。
10月22日韓國승일희망재단(希望基金會)分別在官方Instagram、Facebook、Blog發文感謝B.I以本名金韓彬捐款1022萬韓元幫助漸凍人建立醫院，更指出自B.I出道後連續三年捐款，總捐款金額為30,220,000韓元。

### 2019年：B.I毒品爭議事件退隊及解除合約
5月30日，YG娛樂旗下歌手李遐怡在空白期兩年多後，推出迷你專輯《24℃》，主打歌〈NO ONE〉和B.I合作，6月開始他們跑遍音樂節目；打歌宣傳期間，韓國媒體「DISPATCH」於6月12日報導B.I在2016年4月時向A某（韓瑞熙）購買毒品的對話內容。B.I透過個人IG否認吸毒，並退出組合。他表示自己因為太害怕並沒有真的吸毒，但也坦承有過想要依賴藥物的想法。隨後YG娛樂也宣佈與其解約，並表示「YG 深切感受到對管理所屬藝人的責任。讓大家費心了，再次誠心道歉。」參與錄製的綜藝節目如《叢林的法則》、《布達愛犬大酒店》、《Stage K》中B.I的畫面遭刪掉。京畿南部地方警察廳在9月17日傳喚了B.I進行了14個小時以上的調查，18日表示B.I違反毒品管理法一事已立案，警方表示雖然B.I是以參考人身分被傳喚，但在調查過程中承認了部分嫌疑，引此也轉換為嫌疑人身分接受調查。
12月12日韓國歌手金在奐的迷你二輯《MOMENT》當中收錄的《After Party》，在15日當天有網友認為此曲有B.I參與，理由是過去B.I公開過的創作檔案資料夾中有同名歌曲；也有網友認為副歌片段中聽見B.I的聲音。同日作曲團隊兩段側踢表示：「我們確認參與了金在煥新歌錄歌片段的人，是團隊中的咸俊碩 (함준석) 作曲家。」並說明受質疑的聲音為咸俊碩錄音後，再拉高音高處理後的結果。

### 2020年: 韓媒證明無毒品反應、獲選為IOK COMPANY 新任理事
1月2日B.I在音樂分享平台「SoundCloud」上傳了新曲，標題為《DEMO.1》，消息傳出後，「#WelcomeBackHanbin」登上了全球推特趨勢冠軍。
2月19日中國粉絲官方微博「金韓彬吧官博」發文表示，收到B.I委託家人贈送2萬個口罩。韓國傳媒2月26日報道，因應新冠肺炎疫情嚴重，B.I最初準備了5萬個口罩，分別向中國及韓國的粉絲共捐出4萬多個。並將追加5萬個口罩，傳達給台灣、日本、印尼、越南、泰國、菲律賓等地的粉絲團體，贈送給有需要的老人、小朋友和低收入家庭，總價值高達2億韓元（約500萬台幣）。
2月27日，韓國媒體《體育世界》報導， B.I接受了京畿南部地方警察廳調查，把毛髮送往國立科學調查研究院檢查，在經過精密的鑑定之後，毒品檢測呈現陰性，證實了他並沒有吸食毒品，警方也表示有關「吸食毒品」的調查目前已經告一個段落。
9月10日IOK Company娛樂公司公佈股東會議議程的文件中，B.I的本名「金韓彬」出現在新任理事代表的任命名單，其主要經歷和現職，標註為131 Label的所屬歌手，將被委任擔任成為IOK Company的理事3年。其消息曝光後，在Twitter、微博等社交網站上，B.I、金韓彬、131 Label的名字均登上搜尋排行，IOK Company的官方網站更一度癱瘓。9月25日舉行的股東大會上，經過正式投票，於28日獲選為公司的「社內理事」，並於10月6日正式公告B.I成為八名新理事中最年輕的一位。
IOK Company官方聲明:「大家好，這裡是 IOK Company。我們要傳遞關於 B.I (金韓彬) 最近獲選為社內理事的公司方立場。IOK Company 在上月28日舉行臨時股東大會，金韓彬獲選為社內理事。IOK Company 想再次給予年輕又有實力的藝人一次機會。B.I 覺得要在現在重新開始活動感到非常負擔，也認為現在是困難的時期 (不適合重啟活動)，所以持續地拒絕了本公司的提議，在三顧草廬後，終於成功說服 B.I。B.I 獲選為社內理事，也有讓企業負上社會責任的目的，過去對於 B.I 的爭議，至今仍然有不少批判的視線，B.I 與 IOK Company 職員們也都很清楚。可是作為對 B.I 所擁有的才能感到可惜的剛正的社會構成員，希望成為幫助 B.I 能再次活動的公司，繼續培養 B.I 的才能，讓他能發揮出他的實力。B.I 在空白期間持續參與義工活動、捐贈等做慈善，讓他變得更成熟。以後 B.I 作為製作人開始活動的同時，也會繼續度過反省自我的時間。至於 SOLO 等個人活動的情況，將會等到覺得大眾對 B.I 有足夠的體諒與善待後，才會再次考慮復出的時機，現在暫時不會考慮任何的具體活動。最後，拜託大家以友好的視線來看待 B.I 的新出發。IOK Company 也會全力支援 B.I，讓他能盡情發揮所長，也能繼續成長。謝謝。」
10月22日晚，B.I清空個人IG帳號，並更新一張水窪倒影和一張長椅的圖片。是退出iKON的道歉文之後，近500日以來首則更新發布的IG帖文，吸引了大量關注和留言，截至台灣時間23日晚間9點，該貼文已累積超過105萬個讚和超過27萬則留言。在22日晚起「#KimHanbinIsBack」更成為Twitter的全球熱門趨勢字條之一。

### 2021年：公益專輯：《Midnight Blue》、全球單曲:Got it like that 、首張正規專輯：《Waterfall》、半專輯《COSMOS》
2021年1月11日與B.I曾同屬YG娛樂公司的樂壇前輩Epik High，先行公開回歸專輯《Epik High Is Here》的合作名單中，包括CL、ZICO、Heize、以及B.I的名字，其公開的預告照中B.I所穿的帽T，為中國金韓彬吧粉絲送的應援禮物，合作歌曲MV《Acceptance Speech》(中文：獲獎感言、韓文：수상소감)於1月18日公開。該張專輯席捲了Genie，Bugs和Vibe等主要的韓國國內實時音樂排行榜，在海外也佔據了榜首。

#### 公益專輯：《Midnight Blue》
3月15日於131 Label的Twitter、Instagram、和YouTube官方頻道公佈B.I的《Midnight Blue》的MV預告，將於19日發表全新專輯《Midnight Blue》(中文：深夜的安慰、韓文：깊은 밤의 위로)，是事隔兩年後復出活動，參與了一項「LOVE STREAMING」的音樂捐贈活動。預告MV中雖然B.I本人並未現身，透過卡通漫畫形象以手語介紹新歌表示：「《深夜的安慰》是通過柔和的鋼琴旋律融合深沉的人聲去傳達溫暖回響，就像『今天也一如既往難眠的你，我願在你心上蓋上被子』這句歌詞般，希望能給獨自承受傷痛的人帶來一點安慰」。16日公司再宣布，B.I在19日發表的新專輯，除了主打歌《深夜的安慰》外，還收錄了部分他在空白期時曾分享在SoundCloud中的Demo；此外，這張專輯全數收益以及版權費都將會捐贈給國内有需要幫助的困難兒童。
5月7日，B.I个人厂牌131 Label在推特更新消息一则，正式官宣回归。他将在5月14号发表全球单曲，6月1号正式发表首张个人正规专辑《Waterfall》。

#### 全球單曲:《Got it like that》
5月11日，131 Label公开了全球单曲"Got it like that"的面貌，预告中惊喜出现欧美新生代歌手Destiny Rogers和Tyla Yaweh以及曾获得两次格莱美奖的制作人团队The Stereotypes，引发关注。B.I表示，”这首歌关于我们所有人已经或应该拥有的心态。你可能来自韩国，你可能来自美国，你可能来自世界各地。每个人都会面对自己的挣扎。我不会假装我知道你的挣扎，因为那是不真实的，如果你没有亲身经历，是无法感同身受的，我所能做的就是尝试理解它并尊重人们如何展示它。这首歌上的所有艺术家将他们的音乐推向了极限，我们都代表着新奇而又不同的东西，这首歌是将它们融合在一起并赋予生命的应有氛围。努力把这首歌做出来很有趣。”
5月14日，《Got it like that》正式发布音源，它以中毒的旋律吸引了巨大听众，B.I、Destiny Rogers和Tyla Yaweh三人的声线十分完美的融合，这首歌24小时之内在iTunes音乐榜单获得10个国家1位。

#### 首張正規專輯：《Waterfall》
5月19日，B.I个人厂牌131 Label公布了正规专辑《Waterfall》的歌单，共有12首歌，其中收录了粉丝曲“Rebirth". 12首歌曲名字充满着故事性，瀑布/海边/白日梦/麻木/幻境/流逝/救我/即使反感但也请记住我/停留/雨后乌云/那时我/重生，以及歌单中有一行小字，“From waterfall to the seaside"- 从瀑布到海边，让人们对专辑的概念产生了巨大的好奇心。
5月20日，B.I公佈了首張個人正規專輯《Waterfall》的介紹影片。從影片開始播放的那一刻起，它就充滿了暴風雨的烏雲和朦朧的靜止影像的高貴框架。影片的聲軌是B.I令人振奮的人聲，更進一步放大了視頻的整體令人沮喪的感覺。最初的幾個鏡頭中，B.I在隧道的鐵軌上朝著白光行走。場景迅速轉變為揭露陰沈的敘事。它的曲調讓人回想起了一個引人入勝的SoundCloud版本，特別是「 DEMO.1」。接著是B.I在朦朧的環境中瘋狂奔跑。他在鏡子前摔倒，幾近被車撞倒。當他放下電話無聲哭泣時，能看出十分挫敗。所有這些令人絕望揪心的鏡頭都在推動他焦急地逃離以尋找光亮，而最終發現自己可以自由墜入一個黑暗的深淵般的地方。該視頻以一張載有專輯名稱的圖收尾，與歡樂的嘻哈風格旋律相對應。最後畫面中展示了一副靜止的流水圖。這只是介紹性影片，也已經引起了粉絲的強烈共鳴，因為其內容幾乎是隱喻的。 B.I似乎通過視頻中呈現的淒美的世界觀向觀眾闡明瞭自己的故事。所有這些都來自象徵著他努力走出黑暗的閃光燈，以及他那富有表現力的眼睛，承受著他所感受到的所有痛苦和焦慮。還有他在電話里哭泣卻無人接聽的瞬間，最後，B.I掉入深水里卻發現自己漂浮在上面，又彷彿標誌著他從生還者中走了出來。這個預告激發了人們的好奇心，想知道韓彬將在這張專輯中展示什麼樣的音樂風格和故事。
6月1日，發行個人首張正規專輯《Waterfall》，主打曲《illa illa》。這次專輯也是一如既往由B.I擔任製作人，12首歌的詞曲一作。整張專輯風格多樣，但又有很強烈的B.I獨有的風格。音源發佈12小時，專輯在俄羅斯、印度尼西亞、馬來西亞、菲律賓、越南、土耳其等20個國家及地區排名第一。特別是B.I在流行音樂的發源地美國iTunes也進入了TOP10,展現了成熟的音樂的力量。主打曲《illa illa》在iTunes song排行榜登上了巴西、泰國、菲律賓等17個國家及地區的榜首，MV的反應也非常熱烈，點擊量在22小時已突破1000萬，首日MV播放量達到1300萬，韓國及海外粉絲們的留言也層出不窮。
9月30日，131LABEL 宣布與英國音樂人Bipolar Sunshine、印尼藝人Afgan (singer)合作的《illa illa》重新混音版，改為英文版《Lost At Sea》於10月10日公開，這首歌另外邀請到了美國製作人Cory Enemy操刀製作。
10月3日舉辦個人首場線上音樂會，並邀請Afgan (singer)、Epik High、Pink Sweats和Destiny Rogers參加。

#### 半專輯《COSMOS》
10月22日（韓國時間凌晨0點），B.I的個人廠牌131 Label的Twitter、Instagram、和YouTube官方頻道公佈標題為 "What Is Your COSMOS" 的影片，影片中訪問了關於他人內心的COSMOS是什麼，影片的最後預告了，B.I將於11月11日發表首張半專輯《COSMOS》。
B.I在個人Instagram發佈了一則貼文，標題為"To. ID" ，並標注了一個叫做「whatisyourcosmos」的帳號，這個帳號紀錄了從8月23日到10月22日之間B.I的生活以及製作音樂的過程，其中，最新一篇文寫道：「COSMOS，這張半張專輯的名字，是一朵花的名字，同時也是 "宇宙" 的意思。比起"永遠"這個詞， 我一直更喜歡"不變"這個詞，因為我曾經相信事情不會永遠持續下去。你的愛，無法用言語來表達，也是讓我在困難時期活下去的原因。所以現在我想永遠愛你。你的宇宙是什麼？ 你是我的宇宙。」
10月23日，131 Label公開了《COSMOS》的回歸行程表。
10月25日，131 Label公布了半專輯《COSMOS》的歌單，共有7首歌，其中收錄的第七首歌〈Buddy Buddy〉，曾在B.I個人IG發佈過其片段，7首歌曲分別是，Alive / 열아홉 (NINETEEN) / COSMOS / NERD (Feat.Colde) / Lover / Flame / 친구해요(Buddy Buddy) ，讓人們對專輯的產生了巨大的期待。
11月11日，發行個人首張半專輯《COSMOS》，主打歌《COSMOS》。
由B.I作詞、作曲的《COSMOS》是一張以青春為主題的半專輯。另外，《COSMOS》MV中描繪出一幅「永恆愛情」的故事場景。背景里能夠讓人心跳加速，想要懷念青春時光的樂隊伴奏聲使人印象深刻。添加了童話般的氛圍和B.I突出的表情演技。
《COSMOS》發行後，在墨西哥、菲律賓、越南等15個國家及地區的iTunes Top Song排行榜上也佔據了一位，在韓國音樂網站melon最新新曲排行榜上所有收錄曲都登上了榜單。
15日上午，主打歌《COSMOS》的MV在YouTube上的點擊率超過了1000萬次。

#### 毒品案一審判決結果出爐
2021年8月27日，南韓首爾中央地方法院刑事合議25-3庭27日首次開庭審理B.I（金韓彬）吸毒案，檢方在進行庭審中表示B.I在接受案件的調查時對犯罪事實供認，檢方也已經掌握B.I吸食大麻以及購買LSD的相關證據。B.I也承認購買毒品（大麻、LSD）並使用（大麻），檢方請求法院判處B.I三年的有期徒刑並處以150萬韓元的罰款。9月10日，首爾中央地方法院刑事合議25-3部就B.I 金韓彬“吸毒案”進行了宣判，依據B.I涉嫌違反的毒品類管理相關法律，他被判處有期徒刑3年，緩期4年執行。除了判刑之外，B.I 還被判處了80小時社會服務、40小時藥物治療、以及150萬韓元罰款。
B.I被判缓刑后，先后在中国大陆网络平台微博、抖音和小红书开设账号。2022年1月，因有网民投诉B.I有吸毒前科，B.I的中国大陆网络账号均被封号或禁言。

### 2022年：葛萊美「Grammys Global Spin」表演、與美國大型經紀公司wasserman簽訂合約

#### 首位亞洲藝人在葛萊美「Global Spin」展示現場舞台
歌手B.I作為首個亞洲藝人出演「格萊美GLOBAL SPIN」：格萊美一直以來展示著全球音樂的多樣性變化，而' GRAMMYs Global Spin '是格萊美為傳遞應受矚目的、多樣的、國際的音樂而企劃的公演系列。據IOK方面透露，B.I於本月接受格萊美方的提議，協調選曲並進行了編曲，並完成了成品歌曲Live舞台的影片拍攝。 作為首個參與'Grammys Global Spin'的亞洲藝人及K-POP藝人，B.I的出擊意義更加重大。格萊美向B.I伸出橄欖枝或是考慮到他今年在全球音樂市場上的活躍表現。
韓國經紀公司IOK公司12月29日表示，B.I將在2022年1月5日上午3點(KST)美國葛萊美官方網站和相關社交網絡服務(SNS)上公開的演出系列「Grammys Global Spin」中展示的《Nineteen》現場舞台。

#### 與美國大型經紀公司Wasserman（英语：Wasserman）簽約
2月17日，韓國經紀公司IOK Company透露：「B.I最近與美國大型經紀公司Wasserman簽約。這家美國公司負責諸多國際巨星的經紀約，如酷玩樂團、謎幻樂團（Imagine Dragons）、紅髮艾德（Ed Sheeran）、貝莉.愛莉許...等，在美國娛樂圈有著強大影響力。」B.I則將與怪奇比莉的經紀人Tom Windish合作。
Wasserman方面在官方網站的藝人名單中增加了B.I的名字，並積極進行支援。

## 音樂作品
韓國音樂著作權協會登記編號為10006031 （页面存档备份，存于）。

### 正規專輯
| 專輯 # | 專輯資料                                                            | 曲目 |
| 1st    | 《Waterfall》 - 發行日期：2021年6月1日 - 語言：韓語 - 銷量：99,678+ | 曲目 1. Waterfall 2. Illa Illa (해변) 3. Daydream (긴 꿈)(Feat.LeeHi) 4. Numb 5. illusion (꿈 결) 6. Flow away 7. Help me 8. Remember me (역겹겠지만) 9. STAY (Feat.TABLO) 10. Gray (비 온 뒤 흐림) 11. Then (그땐 내가) 12. Re-Birth (다음 생) |
| 2nd    | 《TO DIE FOR》 - 發行日期：2023年6月1日 - 語言：韓語 - 銷量：       | 曲目 1. To Die 2. Wave (Feat.Kid Milli, Lil Cherry) 3. The Island of Misfit Toys 4. Die for Love (Feat.Jessi) 5. Dare to Love (Feat. Big Naughty) 6. Beautiful Life (Feat. Crying Nut) 7. Cloud Thought 8. Truth 9. Michelangelo                |

### 迷你專輯
| 專輯 # | 專輯資料                                                     | 曲目 |
| 1st    | 《COSMOS》 - 發行日期：2021年11月11日 - 語言：韓語 - 銷量：  | 曲目 1. Alive 2. NINETEEN (열아홉) 3. COSMOS 4. NERD (Feat. Colde 5. Lover 6. Flame 7. Buddy Buddy (친구해요)(Special Bonus Track) |
| JP 1st | 《ただいま》 - 發行日期：2024年3月13日 - 語言：日語 - 銷量： | |

### 數位單曲
| 專輯 # | 專輯資料                                                                                               | 曲目         |
| 1st    | 首支数位单曲《Be I》 - 發行日期：2014年8月8日 - 語言：韓語 - 备注：《Show Me The Money 3》八强决战歌曲 | 曲目 1. Be I |
| 2nd    | 《BTBT》 Feat. DeVita - 發行日期：2022年5月13日 - 語言：韓語                                           | 曲目 1. BTBT |

### 公益專輯
| 專輯 # | 專輯資料                                                                                        | 曲目                                                                      |
| 1st    | 《Midnight Blue》 - 發行日期：2021年3月19日 - 語言：韓語 - 備注：《LOVE STREAMING》音樂捐赠活動 | 曲目 1. Midnight Blue(깊은 밤의 위로) 2. Remember Me 3. Blossom (내 걱정) |

### 合作歌曲
| 發佈日期       | 歌曲名稱                        | 演唱者                                             | 備註                                                     |
| -------------- | ------------------------------- | -------------------------------------------------- | -------------------------------------------------------- |
| 2009年7月25日  | 《Indian Boy》                  | MC夢                                               | RAP                                                      |
| 2014年10月21日 | 《BORN HATER》                  | Epik High                                          | (副歌&RAP)feat. Beenzino, Verbal Jint, B.I, MINO & BOBBY |
| 2017年5月10日  | 《Bomb》                        | PSY                                                | feat.B.I&BOBBY                                           |
| 2018年7月20日  | 《MOLLADO》                     | 勝利                                               | RAP                                                      |
| 2018年11月25日 | 《형이라고 불러도 돼》          | 窮民丈夫（車仁杓、金勇萬、權五中、安貞桓、趙泰寬） | Prod. B.I, BOBBY                                         |
| 2019年5月30日  | 《누구 없소 (NO ONE)》          | LEE HI                                             | RAP                                                      |
| 2021年1月18日  | 《수상소감(Acceptance Speech)》 | Epik High                                          | 副歌                                                     |
| 2021年5月14日  | 《Got it like that》            | Destiny Rogers、Tyla Yaweh                         | RAP                                                      |
| 2021年9月3日   | 《구원자 (Savior) 》            | LEE HI                                             | RAP                                                      |

## 作品

### MV
- 2009年7月23日 MC夢 - Indian Boy
- 2013年11月8日 太陽 - RINGA LINGA
- 2014年10月18日 Epik High - BORN HATER

### 綜藝節目
— 團體出演請參考iKON頁面
| 日期                             | 電視台         | 節目                    | 備註                                 |
| 2009年8月29日                    | KBS            | 《柳熙烈的寫生簿》      | 與MC夢出演Indian Boy舞台             |
| 2013年8月23日-10月25日           | Mnet           | 《WIN》                 | 以Team B的成员参与生存战             |
| 2014年2月14日                    | Mnet           | 《WINNER TV》           | EP10、为WINNER的出道给予应援         |
| 2014年7月3日-8月7日              | Mnet           | 《Show Me The Money 3》 | 止步8強                              |
| 2014年9月11日-11月6日            | Mnet           | 《MIX & MATCH》         | 固定成员                             |
| 2015年7月17日                    | Mnet           | 《Show Me The Money 4》 | YG Team表演嘉宾                      |
| 2015年12月16日-2016年4月6日      | JTBC           | 《瑪麗和我》            | 与振煥一同固定出演                   |
| 2015年12月20日                   | SBS            | 《Running Man》         | EP278、嘉宾                          |
| 2015年12月24日                   | KBS            | 《Happy Together 3》    | 与BOBBY一同演出                      |
| 2015年12月27日                   | SBS            | 《Running Man》         | EP279、嘉宾                          |
| 2016年2月12日                    | KBS            | 《柳熙烈的寫生簿》      | iKON全體                             |
| 2016年6月19日－8月28日           | 江蘇衛視       | 《蓋世音雄》            | iKON全體                             |
| 2017年7月15日                    | MBC            | 《哥哥的想法》          | 與BOBBY、俊會擔任嘉賓                |
| 2017年9月20日                    | On Style       | 《Get it beauty》       | EP28、嘉宾                           |
| 2017年11月5日-12月10日           | JTBC           | 《違反校規的修學旅行》  | 全6集、固定成員                      |
| 2018年2月3日                     | JTBC           | 《認識的哥哥》          | 與勝利、BOBBY、俊會、SONG擔任嘉賓    |
| 2018年2月18日                    | MBC            | 《沒有問題》            | 與小15歲的妹妹金韓星搭檔出演         |
| 2018年3月12日                    | tvN            | 《TALKMON》             | 與俊會一同出演                       |
| 2018年9月2日                     | SBS            | 《Running Man》         | EP416、EP417嘉宾                     |
| 2018年9月4日                     | tvN            | 《腦性時代：問題男子》  | EP171、嘉賓 與金振煥、金東赫一同出演 |
| 2018年9月22日                    | tvN            | 《人生酒館》            | B.I、金振煥、具俊會一同出演          |
| 2018年10月28日-11月11日 11月25日 | MBC            | 《窮民丈夫》            | 角色:HIPHOP老師，與BOBBY一同出演     |
| 2018年12月25日                   | JTBC           | 《Idol Room》           | 勝利part聲音出演                     |
| 2022年3月28日-31日               | Tokopedia Play | 《Mantul House》        | 印尼的韓語訪談節目                   |

## 演唱會
| 年份   | 日期    | 名稱                                                        | 城市 | 舉行地點         |
| ------ | ------- | ----------------------------------------------------------- | ---- | ---------------- |
| 2023年 | 3月12日 | 《B.I 2023 ASIA TOUR [L.O.L : THE HIDDEN STAGE IN TAIPEI]》 | 台北 | 台北國際會議中心 |
| 2024年 | 7月8日  | 《2024 Tour HYPE UP IN TAIPEI》                             | 新北 | 宏匯廣場         |

## 外部連結
| - B.I的Instagram帳戶 - 韓國音樂著作權協會登記編號為10006031 （页面存档备份，存于）。 | - 131 LABEL OFFICIAL的Instagram帳戶 - 131 LABEL OFFICIAL的X（前Twitter） - YouTube上的131 LABEL OFFICIAL頻道 |